# Tuila'epa Sailele Malielegaoi
Tuilaepa Lupesoliai Neioti Aiono Sailele Malielegaoi (Lepa, Samoa, 14 de abril de 1945) é um político samoano. Entre 1998 e 2021, Malielegaoi ocupou o cargo de primeiro-ministro.

## Educação
Estudou no Colégio dos Irmãos Maristas, em Ápia, capital de Samoa, nos anos 50, e frequentou o Saint Joseph's College, em Lotopa, nos anos 60. Em 1964, se mudou para Auckland, na Nova Zelândia, onde estudou, no Saint Paul's College. Em 1965, ingressou na Universidade de Auckland, onde se graduou em 1968, em Comércio, curso pelo qual é Mestre pela mesma alma mater.

## Vida política

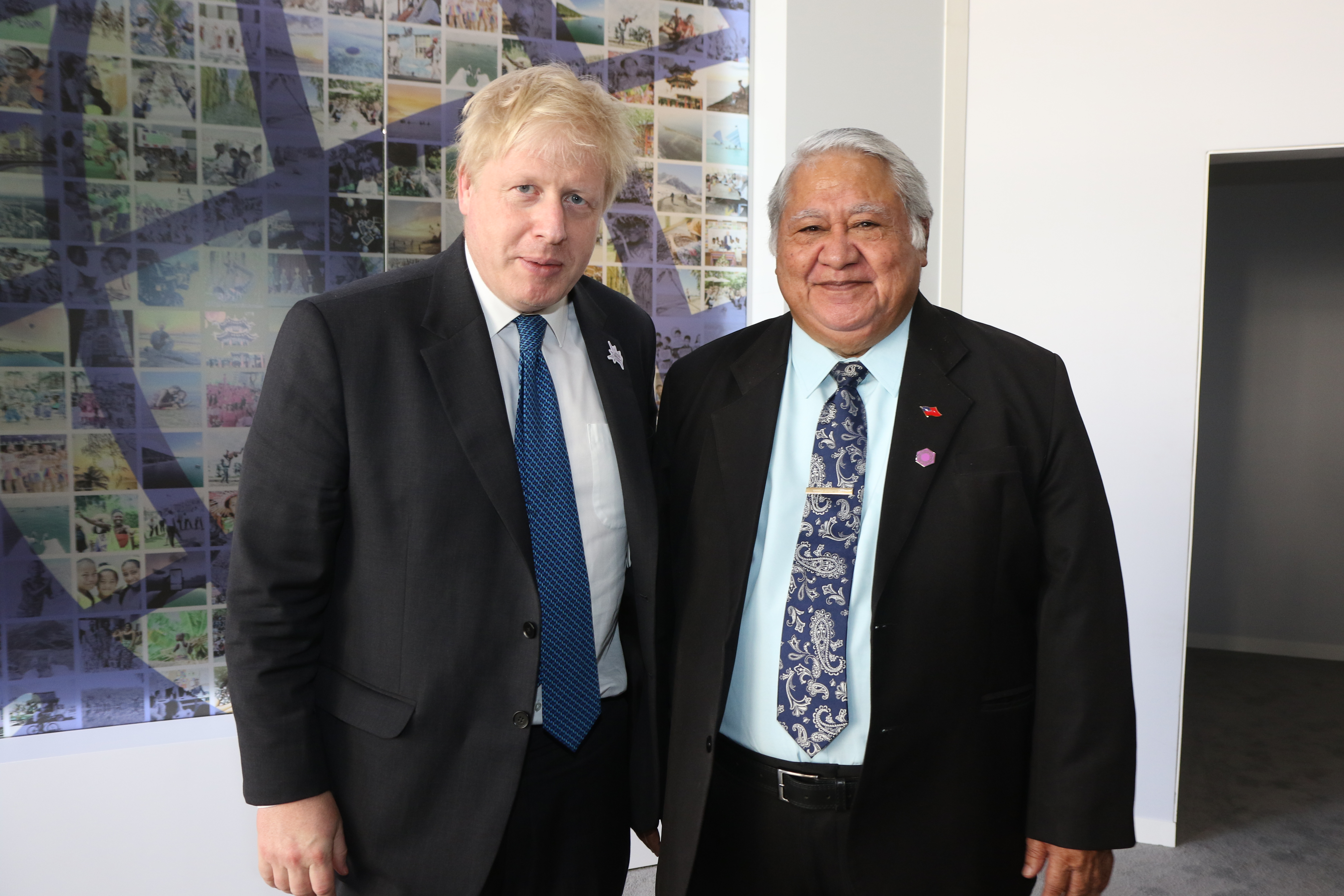
Reunião de Chefes de Governo da Commonwealth.

Começou no Departamento do Tesouro Nacional, em Ápia, em 1970, no Escritório de Investigações. Em 1978, mudou-se para a Bélgica, onde trabalhou por três anos. Voltou, em 1981, para a Samoa, quando entrou na política. Em dezembro de 1982, teve seu primeiro cargo ministerial: Ministro das Relações Econômicas da Samoa, durante o governo de Eti Alesana.
Em novembro de 1998, passou ao cargo de primeiro-ministro do país, depois de ter sido ministro em diversos gabinetes. Além de ter ocupado o cargo de primeiro-ministro, Malielegaoi foi Ministro da Imigração, Ministro de Relações Exteriores, Procurador-geral da República, Autoridade do Turismo de Samoa, membro da Corporação de Terra de Samoa e da Comissão de Serviços Públicos.

## Esporte
Entre os hobbies de Malielegaoi estão a pesca, a leitura, o tênis e o críquete, mas é no tiro com arco que ele se destaca.  Nos 13os. Jogos do Pacífico, realizados em 2007 na Samoa, ganhou a medalha de prata junto de Eddie Chan Pao e Vaimasenuu Martel na competição de Match Play Recurve Mix.